# Doppelband-Regenpfeifer
Der Doppelband-Regenpfeifer (Anarhynchus bicinctus, Synonym: Charadrius bicinctus) auch Doppelbandregenpfeifer englisch Banded Dotterel und Double-banded Plover ist eine Vogelart aus der Familie der Regenpfeifer (Charadriidae).

## Verbreitung
Die Art ist auf der Südinsel Neuseelands ziemlich verbreitet, im Norden wird sie selten angetroffen. Die Nominatform ist ein Teilzieher, der in Neuseeland und auf den Chatham-Inseln brütet und in Australien, Neukaledonien, auf Vanuatu und Fidschi überwintert, andere Exemplare bleiben in Neuseeland. Die Unterart der Auckland Islands ist sesshaft, einige Vögel ziehen aus ihren Territorien an die Küste.
Die Art lebt auf Stränden, Schlammflächen, Grasland und offenen Bodenflächen.

## Beschreibung
Der Doppelband-Regenpfeifer ist ein kleiner, bis 18 cm langer Watvogel.
Erwachsene Vögel im Brutkleid sind weiß mit einem dunklen graubraunen Rücken und haben eine deutlich abgesetzte braune Brust sowie ein dünnes schwarzes Band unter dem Hals, zwischen Augen und Schnabel. Jüngere Vögel haben keine Bänder und sind auf der Oberseite oft braun gesprenkelt und haben weniger weiße Flächen.
Die Eier sind grau und schwarz gesprenkelt. Damit sind sie auf Flusssteinen und Kies, die den Hauptteil des sehr einfachen Nestes bilden, gut getarnt.

## Systematik
Zwei Unterarten sind anerkannt, die Nominatform Charadrius bicinctus bicinctus Jardine & Selby, 1827 brütet in Neuseeland und auf den Chatham-Inseln, Charadrius bicinctus exilis Falla, 1978 auf den Auckland Islands.